# Дерби (бенедиктинское приорство)
Дерби (бенедиктинское приорство) (англ. Darby) — средневековое бенедиктинское (клюнийской конгрегации) приорство в Англии, единственный мужской монастырь бенедиктинцев в графстве Дербишир, в пределах городской черты Дерби.
Ранее 1140 Вальтеоф, сын Свейна, передал церковь (или капеллу) Св. Иакова в городе Дерби в дар бенедиктинскому (клюнийской конгрегации) приорству (затем аббатству) Бермондси (в графстве Суррей). В 1140 эта дарственная была утверждена королём Стефаном. Вероятно, вскоре (точная дата неизвестна) при этой церкви возникло небольшое приорство, подчинённое Бермондси. При монастыре функционировал госпиталь (упоминается в связи с пожарами в нём в 1229 и 1335).
После начала Столетней войны иностранный статус поставил под угрозу положение приорства. Если в 1325 и 1330 королевское покровительство избавило монастырь от ликвидации или обложения тяжёлым налогом, то в 1337 приору было предъявлено требование немедленной выплаты 50 шиллингов, и далее 100 шиллингов ежегодно. Однако уже в следующем году, снисходя к бедности приорства, выплаты были отменены. Окончательно статус монастыря был урегулирован в 1400, после того как его материнская обитель, Бермондси, получила грамоту о натурализации. Несмотря на прекращение связей с Клюни, клюнийский устав был сохранён.
История монастыря известна очень плохо. Его хозяйство, включавшее земельные владения в городе Дерби и Лестершире, а также доходы с мельниц и иные денежные и натуральные поступления (например, два фунта воска от городских властей на день Св. Иакова за право проезда по одноимённому мосту), приносило в 1291 5 фунтов 8 шиллингов 4 пенса (только с лестерских владений), а в 1532 — 11 фунтов 15 шиллингов 11 пенсов (в совокупности) ежегодно.
Визитация 1279, проведённая по распоряжению аббата Клюни, нашла в монастыре трёх обитателей, из которых приор и один подчинённый ему монах были охарактеризованы положительно, второй же отправлен на покаяние в Бермондси, откуда затем прислали ему замену. Несмотря на трудное финансовое положение обители, её здания находились в хорошем состоянии (за исключением крыши храма), а церковные службы исполнялись должным образом. В 1536 королевская комиссия дала приору, Томасу Гейнсборо, резко отрицательную характеристику, обвинив его в невоздержанности.
В 1298 приор подавал в суд на нескольких городских капелланов, обвиняя их в том, что они сломали двери монастыря, избили его и присвоили часть его собственности; в 1306 он обвинил тех же лиц в насильственном присвоении сена. Однако оба процесса были проиграны.
Монастырь был распущен в 1536; приор получил пенсион в 7 фунтов .
От зданий приорства до наших дней не сохранилось ничего . В XX веке на его предполагаемой территории были найдены надгробная плита, человеческие останки и большой ключ  (недоступная ссылка)

## Приоры Дерби
- Арнольд, упом. при Генрихе III.
- Фромунд, упом. при Генрихе III.
- Питер, упом. 1298 и 1306.
- Николас de Clifford, упом. 1325.
- Томас Gainsborough, сдал приорство 1536.